# Miguelito Valdés

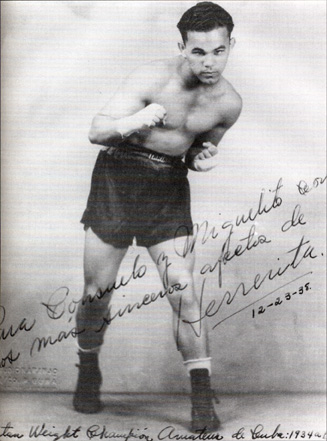
Miguelito quando pugilista, em sua juventude

Mr. Babalu, com o nome de batismo de Miguel Ángel Eugenio Lázaro Zacarias Izquierdo Valdés Hernández (Havana, 6 de setembro de 1912 - Bogota, 9 de novembro de 1978) foi um cantor e compositor cubano
.
Conhecido por Mr. Babalu, era de origem mestiça, de pai espanhol e mãe, uma indígena mexicana. Em sua juventude, foi um pugilista amador, sendo campeão, em 1934, do Campeonato Cubano de Amadores. 
Na música, começou a carreira no grupo Sexteto Habanero Infantil. Em 1929, ajudou a fundar o grupo Jóvenes del Cayo Septeto. Nos anos seguintes, participou de várias bandas e em 1934 fez uma turnê pelo Panamá e ao retornar, entrou na Orquestra Hermanos Castro, uma das principais orquestras da época.
Na década de 1950, já cantor famoso, participou de vários filmes e apresentou-se em importantes bandas e orquestras, além de compor músicas que são referências na rumba cubana, como, Mondongo, Rumba rumbero, Loco de amor, Los tambores, Oh, Mi tambo, Bongo, Cobarde Dolor, entre outras.
Faleceu em uma turnê na Colômbia, em 1978.